# فريد داوود
فريد داوود (25 أغسطس 1989 تيزي وزو) هو لاعب كرة قدم جزائري يلعب كلاعب وسط.

## روابط خارجية
- فريد داوود على موقع قاعدة بيانات كرة القدم.إي يو (الإنجليزية)
- فريد داوود على موقع Soccerway.com (الإنجليزية)